# Saldus (novads)
Saldus (łot.: Saldus novads) – jeden z łotewskich novadsów, funkcjonujący od 2021.
W skład novadsu wchodzą: 
- miasta: Brocēni, Saldus
- pagastsy: Blīdene, Ciecere, Ezere, Gaiķi, Jaunauce, Jaunlutriņi, Kursīši, Lutriņi, Nīgrande, Novadnieki, Pampāļi, Remte, Ruba, Saldus, Šķēde, Vadakste, Zaņa, Zirņi, Zvārde

## Historia
Novads powstało podczas reformy administracyjnej w 2021, z połączenia dotychczasowych novadsów: Brocēni i Saldus.